# 한민정
한민정(1972년~)은 대한민국의 정치인이다. 현재 정의당 대구시당 위원장을 역임하고 있다.

## 학력
- 경화여자고등학교 졸업
- 대구보건대학교 임상병리과 학사

## 경력
- 2014년: 제6회 전국동시지방선거 대구 달서구의회 사선거구 정의당 후보
- 2018년: 제7회 전국동시지방선거 대구 달서구의회 사선거구 정의당 후보
- 2020년: 대한민국 제21대 국회의원 선거 대구 달서구 을 정의당 후보
- 2022년 3월~: 정의당 대구 달서구 지역위원
- 정의당 대구시당 부위원장
- 2022년 3월~: 정의당 대구시당 위원장
- 2022년 4월~: 제8회 전국동시지방선거 대구시장 정의당 후보

## 역대 선거 결과
|  | 10.06% |

|  | 8.97% |

|  | 3.32% |

|  | 2.40% |